# Euploea papuana
Euploea papuana är en fjärilsart som beskrevs av Tryon Reakirt 1866. Euploea papuana ingår i släktet Euploea och familjen praktfjärilar. Inga underarter finns listade i Catalogue of Life.